# Ilaria Capitanelli
Ilaria Capitanelli (Bari, Italia, 4 de julio de 2002) es una futbolista italiana. Juega como defensa y actualmente milita en el Pink Bari de la Serie B de Italia.

## Trayectoria
En diciembre de 2016, a los 14 años de edad se incorporó al prime equipo del Pink Bari, con el que ganó el Grupo D de la Serie B (segunda división italiana) en la temporada 2016-17. El 14 de septiembre de 2019 debutó en la Serie A, jugando como titular contra el Sassuolo. En julio de 2021, después de cinco temporadas en el Pink Bari (42 presencias y un gol), fue cedida al Napoli Femminile.

## Selección nacional
Es internacional con la selección femenina de fútbol sub-23 de Italia.

## Clubes
| Club             | País   | Año         |
| ---------------- | ------ | ----------- |
| Pink Bari        | Italia | 2016 - 2021 |
| Napoli Femminile | Italia | 2021        |
| Pink Bari        | Italia | 2022 - Act. |

## Palmarés

### Campeonatos nacionales
| Título            | Club      | País   | Año         |
| ----------------- | --------- | ------ | ----------- |
| Serie B (Grupo D) | Pink Bari | Italia | 2016 - 2017 |